# Larry Parks
Larry Parks (født Samuel Klausman Lawrence Parks; 13. december 1914, død 13. april 1975) var en amerikansk teater- og filmskuespiller. Hans karriere havde medtaget både biroller og hovedroller før det endte, da han indrømmede, at han engang havde været medlem af en celle i USA's kommunistiske parti. Som følge heraf blev han sortlistet af alle Hollywood-studioer. Hans mest kendte roller var som Al Jolson, som han skildrede i to film, Hele verdens sanger (1946) og Sangen er mit liv (1949).

## Opvækst
Født som Samuel Klausman Lawrence Parks voksede han op i Joliet, Illinois. Parker blev uddannet på Joliet Township High School i 1932. Han studerede medicin ved University of Illinois, men tog kun den første semester for medicinske studier. I et par år var han medlem af et rejsende teaterfirma, inden han blev medlem af Columbia Pictures i 1941.

## Karriere
Som de fleste af Columbias skuespillere på kontrakt spillede han biroller i højtbudgeterede film og havde store roller i B-film, såsom Atlantic Convoy i 1942.
Da Columbia var ved at forberede en biografisk film om Al Jolson havde mange store navne på listen for titelrollen, herunder James Cagney og Danny Thomas. Larry Parks var den første til at blive interviewet. Parker imponerede producenterne og fik rollen, da han var 31 år gammel. Hans spil i Hele verdens sanger (1946) gav ham en nominering til en Oscar for bedste mandlige hovedrolle.
Efter at Parker havde været en stjerne gav Columbia ham roller i overdådige produktioner (herunder et par kostumefilm), indtil han medvirkede i efterfølgeren, Sangen er mit liv (1949), som var en anden stor blockbuster. Han spillede i filmen over for Barbara Hale, DE spillede sammen igen i komedien Emergency Wedding.
I 1951 blev Parker indkaldt til at møde Senatskomiteen for HUAC, med truening med sortlistning i filmindustrien. Han bad om ikke at blive tvunget til at forklare. Parker måtte forklare grædende, men blev stadig sortlistet. Han måtte angive tidligere kolleger og gav dem til udvalget. Som et resultat, brød Columbia Pictures deres konkrakt, og en romantisk komedie planlagt for Metro-Goldwyn-Mayer blev lagt på is i tre år. Parker spillede kun i et par film og forsøgte at brødføde sig på tilfældige skuespil og tv-programmer. Hans sidste store rolle var i en film af John Huston, Hemmelige lidenskaber (1962).
Parker forlod filmindustrien og startede en succesfuld firma i byggeindustrien, hvor han og sin kone Betty Garrett ejede mange lejlighedskomplekser i Los Angeles. I stedet for at sælge lejlighederne, så snart de var færdige, valgte Parks at beholde ejerskab og tjene en leje, en beslutning der viste sig at være meget rentabel. I løbet af denne periode spillede parret i Las Vegas om sommeren og med rejseteatre såvel som på Broadway.

## Død
Parker døde af myokardieinfarkt 60 år gammel. Han giftede sig med skuespilleren Betty Garrett i 1944. Garrett spillede i Hollywood-film som Sømænd på vulkaner og på tv som herskabsfruen Edna Babish i Laverne and Shirley. Hendes karriere havde også problemer som følge af hendes ægteskab med Parker, og de to brugte meget af 1950'erne med teater og musikalsk udstillingshow. Sammen havde de to sønner, skuespiller Andrew Parks og komponist Garrett Parks. Han var også gudfar for skuespilleren Jeff Bridges.

## Filmografi
- Mystery Ship (1941), Tommy Baker
- Harmon of Michigan (1941), Harvey
- You Belong to Me (1941), Blemish
- Three Girls About Town (1941), Reporter
- Sing for Your Supper (1941), Mickey
- Harvard, Here I Come! (1941), Eddie Spellman
- Blondie Goes to College (1942), Rusty Bryant
- Canal Zone (1942), Recruit Kincaid
- Alias Boston Blackie (1942), Joe Trilby
- North of theVRockies (1942), Jim Bailey
- Hello, Annapolis (1942), Paul Herbert
- Submarine Raider (1942), Sparksie
- They All Kissed the Bride (1942), Joe Krim
- Flight Lieutenant (1942), Cadet Sandy Roth
- Atlantic Convoy (1942), Gregory
- A Man's World (1942), Chick O'Driscoll
- The Boogie Man Will Get You (1942), Bill Layden
- You Were Never Lovelier (1942), Tony
- Power of the Press (1942), Jerry Purvis
- Reveille with Beverly (1943), Eddie Ross
- Redhead from Manhattan (1943), Flirt
- First Comes Courage (1943), Capt. Langdon
- Destroyer (1943), Ens. Johnson
- Is Everybody Happy? (1943), Jerry Stewart
- The Deerslayer (1943), Jingo-Good
- The Racket Man (1944), Larry Lake
- Hey, Rookie (1944), Jim Leighter
- Jam Session (1944), Actor at Superba Pictures
- The Black Parachute (1944), Michael Kaligor Lindley
- Stars on Parade (1944), Danny Davis
- Sergeant Mike (1944), Pvt. Tom Allen
- She's a Sweetheart (1944), Rocky Hill
- Counter-Attack (1945), Kirichenko
- Renegades (1946), Ben Dembrow (Ben Taylor)
- The Jolson Story (1946), Al Jolson
- Down to Earth (1947), Danny Miller
- The Swordsman (1948), Alexander MacArden
- The Gallant Blade (1948), Lt. David Picard
- Jolson Sings Again (1949), Al Jolson
- Emergency Wedding (1950), Peter Judson Kirk Jr.
- Love Is Better Than Ever (1952), Jud Parker

Etter at han blev sortlista:
- Tiger by the Tail (UK,1955), John Desmond
- Freud: The Secret Passion (UK, 1962), Dr. Joseph Breuer